# Holmefjorden
Holmefjorden er en fjord i Herøy kommune på Sunnmøre i Møre og Romsdal fylke i Norge. Navnet bliver benyttet om det havområde som ligger mellem øerne Nerlandsøya, Bergsøya, Leinøya og Remøya. Holmefjorden er delvis beskyttet mod Norskehavet af holmene i Breidsundet, som også har givet fjorden sit navn. Fjorden har en længde på fem kilometer fra nordvest til sydøst. På det dybeste er fjorden 90 meter.
Indsejlingen til havnen i Fosnavåg ligger nordvest i  i Holmefjorden gennem Breidsundet mellem Nerlandsøya og Remøya og  Runde.
Fra Holmefjorden er det udover indsejlingen muligt at komme  videre i tre retninger:
- I sydvest er Søre Vaulen, en rende mellem Bergsøya og Nerlandsøya, udgravet og med bro over fra 1960'erne.
- I nordøst ligger Nørdre Vaulen, en rende mellem Remøya og Leinøya, udgravet og med bro over fra samme tid som Søre Vaulen.
- I sydøst kan mindre både sejle mellem Leinøya og Bergsøya, men broen over Straumene, kan ikke åbnes.